# Ring Jultomten
Ring Jultomten är ett svenskt radioprogram som sänds varje julafton i Sveriges radio P4 sedan 1996, då under namnet Ring tomten. Programledare sedan starten är Pelle Lindblom. I programmet får barnen ringa till jultomten som håller telefonväkteri. Radiotomte har varit Harry Nyman (död 2008), därefter skådespelaren Sven Wollter följt av radioveteranen Kjell Peder Johanson som tog över 2014.

### Fotnoter
1. ↑  ”SR, P4 1996-12-24”. Svensk mediedatabas. 24 december 1996. http://smdb.kb.se/catalog/id/001895382. Läst 24 december 2014.